# Adela Khanum

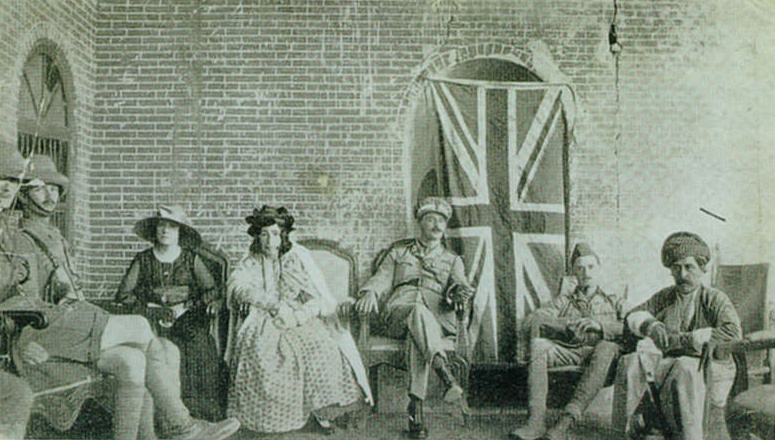
Lady Adela, en 1919, en el centro de la fotografía.

Adela Khanum (fallecida en 1924) fue una influyente mujer kurda, esposa del jefe de la tribu jaf Osman Pasha, —con quien se casó en 1895— y que ejerció el liderazgo de la tribu durante el primer cuarto del siglo XX, desde la muerte de su marido en 1909 hasta la suya en 1924. Tuvo una «gran influencia» en la región de la llanura del Sharizur y la frontera turco-persa y estuvo a favor de los británicos en la región, tanto en la Primera Guerra Mundial, durante la cual «salvó las vidas de varios oficiales británicos», como en la rebelión kurda de 1919, en la que también apoyó al Reino Unido. Sus orígenes se encontraban en la dinastía kurdo-iraní de los Ardalan.
Ha llegado a ser denominada la «reina de Halabja», además de afirmarse que con el tiempo se ha convertido en un ejemplo de «líder militar y comunitario de la historia (...) de los kurdos», siendo descrita por el explorador británico Ely Banister Soane como «una mujer única en el Islam». Como gobernante de Halabja fue la responsable de la construcción de una prisión, juzgados, y diversas edificaciones, además de la revitalización del comercio en la ciudad. Tuvo un hijo llamado Ahmad Beg.